# جزمی باسکین
جزمی باسکین (ترکی استانبولی: Cezmi Baskın)، زاده ۱۱ مارس ۱۹۴۹، استانبول، ترکیه) بازیگر سینمای اهل ترکیه است. وی تاکنون در بیش از ۶۰ فیلم ایفای نقش نموده‌است.

## فیلم‌شناسی
- معجزه ۲۰۱۵
- فرشته سپید (۲۰۰۷)
- ستاره شمالی (۲۰۱۹_۲۰۲۱)